# Zhangwan
Der Stadtbezirk Zhangwan (chinesisch 张湾区, Pinyin Zhāngwān Qū) ist ein Stadtbezirk, der zum Verwaltungsgebiet der bezirksfreien Stadt Shiyan im Nordwesten der chinesischen Provinz Hubei gehört. Er hat eine Fläche von 653 km² und zählt 393.200 Einwohner (Stand: Ende 2019).

## Administrative Gliederung
Auf Gemeindeebene setzt sich der Stadtbezirk aus vier Straßenvierteln, zwei Großgemeinden und zwei Gemeinden zusammen. 